# Аникин, Валерий Михайлович
Вале́рий Миха́йлович Аникин (род. 30 марта 1947, г. Аткарск, Саратовская область) — доктор физико-математических наук, профессор, заведующий кафедрой компьютерной физики и метаматериалов, декан физического факультета Саратовского национального исследовательского университета имени Н. Г. Чернышевского. Почётный работник высшего профессионального образования Российской Федерации (2012). Автор работ в области математического моделирования стохастических и хаотических процессов, теории линейных несамосопряженных операторов, науковедения и диссертациеведения.

## Биография
Родился в учительской семье. В 1965 году окончил с золотой медалью Аткарскую среднюю школу № 3. В 1970 году окончил с отличием физический факультета Саратовского государственного университета имени Н. Г. Чернышевского. Ученик доктора физико-математических наук, профессора СГУ Александра Федоровича Голубенцева (1933—2003).
С 1970 по 1986 год — научный сотрудник НИИ механики и физики СГУ, в 1986—1989 гг. — старший преподаватель физического факультета Саратовского университета.
В феврале 1989 года защитил диссертацию «Спектрально-корреляционный анализ квазирегулярных структур радиофизики и оптики» на соискание ученой степени кандидата физико-математических наук по специальности 01.04.03 — радиофизика, включая квантовую радиофизику. C 1990 г. по 2005 г. — доцент кафедры вычислительной физики и автоматизации научных исследований. Ученое звание доцента присуждено в декабре 1991 г.
С 1990 года — ученый секретарь докторского диссертационного совета на базе Саратовского университета по физико-математическим наукам (радиофизика, физическая электроника, твердотельная электроника, оптика).
В 1997—2002 гг. — координатор-ответственный исполнитель Саратовской региональной части проекта Федерального целевой программы «Интеграция высшего образования и фундаментальной науки».
В 2000—2003 гг. — секретарь Международного и Национального оргкомитетов по подготовке и проведению летом 2002 г. в г. Саратове Четвёртой Всемирной конференции по вакуумным источникам электронов (International Vacuum Electron Source Conference), в которой приняли участие 300 специалистов из 14 стран Европы, Азии и Америки. Научный редактор трудов конференции в специальном выпуске международного журнала «Applied Surface Science» (Applied Surface Science. 2003. Vol. 215. Special Issue «The 4th International Vacuum Electron Sources Conference» / Gärtner G., Anikin V.M., Sinitsyn N.I., Bakhtizin R.Z., Yu.V. Gulyaev, Eds.).
В 2003—2004 гг. подготовил посвященные памяти профессора А. Ф. Голубенцева специальные выпуски общероссийского журнала «Радиотехника» (2005. № 4. Ученые России: Александр Федорович Голубенцев / под ред. Ю. В. Гуляева, Н. И. Синицына, В. М. Аникина) и межвузовского научного сборника «Вопросы прикладной физики» (Специальный выпуск «Памяти Александра Федоровича Голубенцева». Саратов: Изд-во Сарат. ун-та, 2004, вып. 11 / под ред. Ю. В. Гуляева, Н. И. Синицына, В. М. Аникина).
В сентябре 2005 года в диссертационном совете на базе Саратовского государственного университета защитил диссертацию «Марковские аналитические модели стохастических и хаотических процессов и структур» на соискание ученой степени доктора физико-математических наук по специальностям 01.04.03 — радиофизика и 05.13.18 — математическое моделирование, численные методы и комплексы программ. С января 2006 года — профессор физического факультета. Ученое звание профессора присвоено в январе 2008 г.ода
C 2006 г. — заместитель декана физического факультета СГУ по научной работе. С 2009 г. — заведующий кафедрой вычислительной физики и автоматизации научных исследований (с 2012 г. — компьютерной физики и метаматериалов) на базе Саратовского филиала Института радиотехники и электроники имени В. А. Котельникова РАН. В числе сотрудников кафедры — лауреат Государственной премии 2000 г. в области науки и техники д.ф.-м.н. профессор Н. И. Синицын и лауреат Премии Правительства Российской Федерации в области науки и техники (2002) к.ф.-м.н. доцент В. И. Наянов.
В 2009—2014 гг. эксперт Министерства образования и науки РФ.
С июля 2010 года — декан физического факультета Саратовского государственного университета.

## Учебная и научная работа
Преподаваемые дисциплины: «Современные проблемы физики», «Вычислительная физика», «Особенности множества машинных чисел и вычислений», «Математическое моделирование физических процессов», «Аналитические модели случайных и хаотических процессов», «Теория шумов и флуктуаций», «Теория надежности», «Хаотическое кодирование сигналов», «Физика сплошных сред», «Механика», «Молекулярная физика», «Термодинамика», «Электричество и магнетизм», «Математические модели природных, техногенных и экологических катастроф» «Информационные технологии в физике» и др. В числе изданных учебных пособий — первые для своего времени книги по программированию мини- и микрокомпьютеров (Голубенцев А. Ф., Аникин В. М. Диалоговые алгоритмические языки Бейсик и Фокал: Учебное пособие в 2-х ч. Под ред. проф. А. М. Богомолова. Саратов: Изд-во Сарат. ун-та, 1983. Ч.1 — 156 с., Ч. 2 — 156 с.).
По материалам кандидатской диссертации опубликована монография «Статистические модели квазирегулярных радиофизических» и по материалам кандидатской диссертации опубликована монография «Статистические модели квазирегулярных радиофизических и оптических структур» (1991)[1], в которой рассмотрено влияние случайных вариаций структурных параметров канализирующих, дифракционных и электронно-эмиссионных структур на физические процессы и выходные характеристики ряда радиофизических и оптических устройств.
Результаты докторской диссертации, на которую поступили отзывы авторитетных отечественных математиков и физиков, а также ученых из Англии, Германии, Румынии, США, отражены в монографии «Аналитические модели детерминированного хаоса» (М. : ФИЗМАТЛИТ, 2007) [2]. книге рассматриваются базовые модели одномерных и двумерных дискретных динамических систем, демонстрирующих хаотическое поведение и допускающих точное аналитическое представление траекторных, вероятностных и спектральных характеристик. Продемонстрированы приемы синтеза точно решаемых моделей на основе топологического сопряжения с кусочно-линейными отображениями. Изучение свойств хаотических динамических систем ведется на основе операторного подхода, включающего изучение фундаментальных свойств разностных уравнений и линейного несамосопряженного оператора Перрон-Фробениуса, описывающего трансформацию вероятностных распределений под действием хаотических отображений. Предложен, в частности, метод нахождения собственных чисел и собственных функций (в пространстве полиномов) оператора Перрона-Фробениуса для некоторых классов кусочно-линейных отображений. Описан математический инструментарий для анализа перемешивающих и корреляционных свойств хаотических отображений. Выявлены основные свойства собственных функций и роль собственных чисел оператора Перрона-Фробениуса на скорость установления равновесного распределения в системе и скорость расцепления корреляций. Книга представлена в электронной базе РУКОНТ.
Изучение оператора Перрона-Фробениуса хаотических отображений продолжено в монографии «Несамосопряженные линейные операторы в хаотической динамике» (2015) [3].
В брошюре «Математические модели кумуляции чужеродных веществ в организме» (2002) [4] предложена математическая модель стохастического процесса контактов человека с вредными агентами (в частности, остатками пестицидов), циркулирующими в природной среде и вместе с пищей попадающих в организм. Построенная модель оценивает динамику процесса накопления и выведения организмом чужеродных агентов.
В книге «Задачи Бюффона» (2001) [5] рассмотрены научная значимость и актуальные практические применения различных модификаций задачи французского энциклопедиста Ж. Бюффона о бросании иглы (1777) для развития теории геометрических вероятностей, стохастической геометрии (с формулировкой проблемы Бертрана для задачи Бюффона), метода Монте-Карло, теории доверительных интервалов, разработки сканирующих устройств распознавания образов, тестирования генераторов псевдослучайных чисел.
В книге «Отображение Гаусса: вероятностные и эволюционные свойства» (2007) и одной из глав монографии [6] систематизированы данные по решению спектральной задачи для оператора Перрона-Фробениуса, соотнесенного с отображением Гаусса — первой в истории математики динамической системы в теории чисел. Отражен вклад в решение задачи Гаусса, внесенный математиками Родионом Осиевичем Кузьминым, Александром Яковлевичем Хинчиным, Константином Ивановичем Бабенко, Полем Леви (Paul Pierre Lévy), Эдуардом Вирсингом (Eduard A.J.M. Wirsing), Дитером Майером (Dieter H. Mayer), Мариусом Иосифеску (Marius Iosifescu). В контексте рассмотрения модельного применения отображения в космологической задаче хаотического изменения пространственно-временной метрики в окрестности особой точки решения уравнений Эйнштейна представлены совместные распределения длин казнеровских эпох, из которых складывается процесс эволюции пространственно-временной метрики (возникновения гравитационных волн).
С 2009 г. активно занимается науковедческими и диссертациеведческими проблемами, историей научных школ по физике, историей высшего образования и диссертационных защит в России и странах Европы, современными проблемами высшей школы России (см., например, [18-35]).
Более полный работ В. М. Аникина, начиная с 2000 года, представлен в базе eLibrary и на сайте Саратовского государственного университета.

## Избранные работы
1. Голубенцев А. Ф., Аникин В. М., Клименко В. Г. Статистические модели квазирегулярных радиофизических и оптических структур. Саратов: Изд-во Сарат. ун-та, 1991. 116 с.
2. Аникин В. М., Голубенцев А. Ф. Аналитические модели детерминированного хаоса. М.: ФИЗМАТЛИТ, 2007. 328 с. (Размещено в электронной базе РУКОНТ).
3. Аникин В. М., Аркадакский С. С., Ремизов А. С. Несамосопряженные линейные операторы в хаотической динамике. Саратов: Изд-во Сарат. ун-та, 2015. 80 с.
4. Голубенцев А. Ф., Аникин В. М. Математические модели кумуляции чужеродных веществ в организме. Саратов: изд-во Сарат. ун-та, 2002. 36 с.
5. Голубенцев А. Ф., Аникин В. М. Задачи Бюффона : Практикум по моделированию для студентов естественных факультетов. Саратов: Изд-во Сарат. ун-та, 2001. 80 с.
6. Аникин В. М. Отображение Гаусса: эволюционные и вероятностные свойства (Гриф УМО по классическому университетскому образованию). Саратов: Изд-во СГУ, 2007. 80 с.
7. Аникин В. М. Спектральные задачи для оператора Перрона-Фробениуса // Изв. вузов. Прикладная нелинейная динамика. 2009. Т. 17, № 4. С. 61- 74.
8. Аникин В. М. Статистические характеристики отображения И. М. Акулиничева // Известия Саратовского университета. Новая серия. Серия Физика. 2015. Т. 15, вып. 2. С. С. 38-48.
9. Аникин В. М., Муштаков А. В. Автокорреляционная функция орбит кусочно-линейного хаотического отображения общего вида // Гетеромагнитная микроэлектроника. 2014. Вып. 17. С. 12-23.
10. Аникин В. М. Радиофизическая модель процесса накопления радона и продуктов его распада в организме // Гетеромагнитная микроэлектроника. 2013. Вып. 14. С. 73- 96.
11. Аникин В. М., Муштаков А. В. Характеристики надежности катода в марковских моделях эмиссионных процессов // Гетеромагнитная микроэлектроника, 2013. Вып. 15. С. 37-50.
12. Anikin V. M., Arkadakskii S. S., Remizov A. S., Kuptsov S. N., Vasilenko L. P. Relaxation Properties of Chaotic Dynamical Systems: Operator Approach // Bulletin of the Russian Academy of Sciences. 2009. Vol. 73. No. 12, pp. 1632–1637.
13. Valery M. Anikin. On Statistical Description of Nonstationary Emission Processes // IVEC/IVESC 2006 (2006 IEEE International Vacuum Electronics Conference held jointly with 2006 IEEE International Vacuum Electron Sources). April 25-27, 2006. Portola Plaza Hotel. Monterey, California, USA. Proceedings. P. 173—174.
14. Anikin V. M., Arkadaksky S. S., Kuptsov S. N., Remizov A. S., Vasilenko L.P . Lyapunov exponent for chaotic 1D Maps with uniform invariant distribution // Bulletin of the Russian Academy of Sciences: Physics, 2008. Vol. 72, No 12. P. 1684—1688.
15. Anikin V. M., Goloubentsev A. F. Statistical models of fluctuation phenomena in field emission // Solid State Electronics. 2001. Vol. 45/6. P. 865—869.
16. Goloubentsev A. F., Anikin V. M. Markov models of emission distortions for matrix cathodes // Revue «Le Vide, les Couches Minces» — Supplément au No 271, Mars-Avril 1994. Paris: 1994. P.147-150.
17. Goloubentsev A. F., Anikin V. M. Theoretical estimation of low-frequency noise of a semiconductor field emitter // Radiophysics and Quantum Electronics. 1993. Vol. 36, iss. 9. P. 658—660. DOI:10.1007/BF01038212
18. Феномен научной школы: история, типология получения и передачи знаний, психология коммуникаций / В. М. Аникин, Б. Н. Пойзнер, Э. А. Соснин, А. В. Шувалов; под общей ред. В. М. Аникина. Саратов: Изд-во Сарат. ун-та, 2015. 232 с.
19. Аникин В. М., Усанов Д. А. Диссертация в зеркале автореферата: метод. пособие для аспирантов и соискателей ученой степени естественно-научных специальностей. Изд. 3, перераб. и доп. М. : Изд-во «НИЦ ИНФРА-М», 2013. 128 с. Размещено в электронной базе «ИНФРА-М».
20. Аникин В. М. «Фабрика молодых физиков» П. Н. Лебедева и Саратовский университет // УФН. 2016. Т. 186, вып. 2. С. 169—173.
21. Аникин В. М. Физик-инноватор, земляк, учитель и друг Н. Н. Семенова Владимир Иванович Кармилов // Трибуна УФН. Статья № 128. 19 марта 2016.
22. Аникин В. М., Усанов Д. А. Николай Николаевич Семёнов: волжские сюжеты жизни // Известия Саратовского университета. Новая серия. Серия Физика. 2016. Т. 16, вып. 2. С. 109—121.
23. Аникин В. М., Пойзнер Б. Н., Соснин Э. А. Объединение вузов с позиции теории целеустремленных систем деятельности // Университетское управление: практика и анализ. 2015. № 6 (100). С. 41- 56.
24. Аникин В. М., Пойзнер Б. Н. Государственная итоговая аттестация аспиранта: от формальности к превентиве // Alma Mater (Вестник высшей школы). 2015. № 11. С. 17- 21.
25. Аникин В. М., Пойзнер Б. Н. Научное руководство аспирантами: «внутренние» и «внешние» регуляторы // Известия Саратовского университета. Новая серия. Серия Физика. 2015. Т. 15, вып. 1. С. 83-88.
26. Аникин В. М., Измайлов И. В., Пойзнер Б. Н. Диссертанту о воспринимаемости, числовой оценке и защите научных результатов // Известия высших учебных заведений. Прикладная нелинейная динамика. 2014. Т. 22. № 6. С. 25-34.
27. Аникин В. М., Пойзнер Б. Н. Оппонирование диссертации: через букву нормы — к принципам объективной оценки // Известия вузов. Прикладная нелинейная динамика. 2017. Т. 25. № 6. С. 79-98. DOI: 10/18500/0869-6632-2017-25-6-79-98.
28. Аникин В. М., Пойзнер Б. Н., Соснин Э. А. «Научная объективность» и «рациональность» в диссертации: педагогический аспект // Высшее образование в России. 2017. № 10. С. 125—133.
29. Аникин В. М., Пойзнер Б. Н. Диссертация: грани творчества и … Сер. «След вдохновений и трудов упорных…». Вып. 8 / Под ред. и с предисл. Д. И. Трубецкова. Саратов: РИО журнала «Известия вузов. Прикладная нелинейная динамика»; ООО ИЦ «Наука», 2017. 142 с. ISBN 978-5-9999-2579-4
30. Аникин В. М. Альберт Эйнштейн и Питирим Сорокин: истории диссертационных защит // Известия вузов. Прикладная нелинейная динамика. 2011. Т. 19. № 3. С. 52-76.
31. Аникин В. М. Ординард Пантелеймонович Коломийцев // Известия Саратовского университета. Новая серия. Серия Физика. 2011. Т. 11. Вып. 2. С. 79-81.
32. Аникин В. М. Николай Николаевич Семёнов: фрагменты научной биографии. Саратов : Изд-во Сарат. ун-та, 2017. 80 с. ISBN 978-5-292-04425-3.
33. Аникин В. М., Шевчук В. В. Кармилов Владимир Иванович (выдающийся физик-магнитчик). Пермь : Изд- во «Гармония», 2018. 72 с. (сер. «Замечательные люди Прикамья»). ISBN 9785-9500138-4-7.
34. Аникин В. М. Физико-математический факультет Саратовского университета (1917—1945) // Изв. Сарат. ун-та. Нов. сер. Сер. Физика. 2018. Т. 18, вып. 1. С. 64-79. DOI: 10.18500/1817-3020-2018-18-1-64-79.
35. Аникин В. М. «Ввести в действие до обнародования Правительствующим Сенатом» (К истории учреждения физико-математического факультета Саратовского университета) // Изв. Сарат. ун-та. Нов. сер. Сер. Физика. 2018. Т. 18, вып. 2. С. 149—157. DOI: 10.18500/1817-3020-2018-18-2-149-157.